# بافورد (اوهایو)
بافورد (به انگلیسی: Buford) یک منطقهٔ مسکونی در ایالات متحده آمریکا است که در اوهایو واقع شده‌است. بافورد ۳٫۸۴ کیلومتر مربع مساحت و ۳۵۲ نفر جمعیت دارد و ۲۹۲٫۳۱ متر بالاتر از سطح دریا واقع شده‌است.